# Robert Whitaker (jinete)
Robert Whitaker (Huddersfield, 26 de enero de 1983) es un jinete británico que compite en la modalidad de salto ecuestre y forma parte del equipo nacional.
Es hijo de John Whitaker.
Ha ganado en tres ocasiones el Open Británico (2003, 2008 y 2009).